# مشروع فلوريدا (فلم)
مشروع فلوريدا (بالإنجليزية: The Florida Project) فيلم دراما أمريكي لعام 2017 من إخراج وكتابة شون بيكر، وعاونه في الكتابة كريس بيرجوتش. الفيلم من تمثيل ويليم دافو، وبروكلين برنس، وبريا فينيت، وكان أول ظهور سينمائي للعديد من الممثلين. يتتبع الفيلم فترة قصيرة من حياة فتاة تبلغ من العمر ست سنوات تعيش مع والدتها العازبة العاطلة عن العمل في فندق في كيسيمي بولاية فلوريدا، حيث يحاولون الابتعاد عن المشاكل وتلبية احتياجاتهم، حتى يتمكنوا من الاستمرار في التشرد الوشيك. تتناقض معاناة حياتهم في كيسيمي مع عالم والت ديزني القريب. يشير عنوان الفيلم إلى الاسم الرمزي الأولي لعالم والت ديزني خلال مرحلة التخطيط المبكرة.
تم عرض مشروع فلوريدا لأول مرة في قسم أسبوعي للمخرجين في مهرجان كان السينمائي 2017، وأصدرته شركة A24 في الولايات المتحدة في 6 أكتوبر 2017. نال الفيلم نال الفيلم استحسان النقاد الذين أشادوا بإخراج بيكر وأداء الممثلين وبالتحديد ويليم دافو وبروكلين برنس.
اختاره المجلس الوطني للمراجعة والمعهد الأمريكي للأفلام كواحد من أفضل عشرة أفلام لعام 2017. حصل ويليم دافو على ترشيحات أفضل ممثل مساعد في حفل توزيع جوائز الأوسكار، وجولدن غلوب، وجوائز (SAG)، وجوائز (بافتا BAFTA) فازت الطفلة برنس بجائزة اختيار النقاد لأفضل أداء شاب.

## طاقم التمثيل
بروكلين برنس: في دور موني (فتاة في السادسة من عمرها)
بريا فينيت: في دور هالي (والدة موني)
ويليم دافو: في دور بوبي هيكس (مدير نزل القلعة السحرية)
كريستوفر ريفيرا: في دور سكوتي (صديق موني)
ميلا موردر: في دور أشلي (والدة سكوتي)
فاليريا كوتو: في دور جانسي (صديقة موني الجديدة)
جوزي أوليفو: في دور الجدة ستايسي (جدة جانسي)
ايدن مالك: في دور ديكي (صديق موني)
إدوارد «بانكي» باغان: في دور والد ديكي
كاليب لاندري جونز: في دور جاك هيكس (ابن بوبي)
ماكون بلير: في دور السائح جون
ساندي كين: في دور جلوريا

## أحداث الفيلم
تعيش الطفلة موني (بروكلين برنس) البالغة 6 سنوات مع والدتها الشابة المتمردة هالي (بريا فينيت) في نزل صغير يدعى «القلعة السحرية» يديره بوبي هيكس (ويليم دافو)، وهو مكان متهدم في مدية كيسيمي بولاية فلوريدا، ويمكنها رؤية القلعة السحرية الحقيقية من النافذة، على طول الأفق. تقضي موني معظم وقتها مع سكان النزل الآخرين، ديكي (ايدن مالك) وسكوتي (كريستوفر ريفيرا)، ولكن سرعان ما يتم منع ديكي من اللعب بعد اكتشاف الأطفال وهم يبصقون على سيارات الضيوف في ساحة إنتظار السيارات. يضطر الأطفال لتنظيف السيارات. تعيش ستايسي وحفيدتها في فندق مجاور للقلعة السحرية. تعمل هيلي راقصة، كما أنها مؤهلة للحصول على مساعدة مؤقتة من الحكومة، ولكنها تفقد وظيفتها، وتفقد مزاياها أيضًا. تحاول الادعاء أنها طُردت لأنها لم توافق على ممارسة الجنس مع عملاء نادي التعري، ولكن هذا لا يُنظر إليه على أنه ظرف خارج عن إرادتها؛ ويتم إلغاء كل المزايا. تحاول هيلي العثور على عمل ولكنها تفشل، ولا تستطيع تسديد الإيجار. تبدأ هايلي في بيع العطور في ساحة انتظار سيارات النزل، وتعمل أيضا كجليسة أطفال مقابل الحصول على الطعام.
تلجأ هيلي إلى الإنترنت لتقوم بأعمال جنسية، وعندما يأتي أحد العملاء إلى الفندق، وتحدث مشاكل تؤدي إلى ان يمنع مدير الفندق استقبال ضيوف في غرفتها بعد الآن. تصاب هيلي باليأس، وتسأل آشلي لاقتراض بعض المال، ولكن آشلي تسخر منها وتنتقد أعمالها الجنسية. تغضب هيلي وتضرب آشلي في وجود سكوتي. تنظف هيلي غرفتهما وتتخلص من الأدوية التي بحوزتها، لكنها لا تزال تتمتع بموقف سيء للغاية وتصبح دفاعية وعدوانية. تأتي الشرطة لأخذ موني حتى يتثنى لهم التحقيق مع والدتها، وتلوذ موني بالفرار إلى النزل بحثاً عن جنسي التي تقابلها وتمسك بيدها لتصطحبها لدخول منتزه «مملكة السحر» حيث تصنع الأحلام.

## الإصدار والاستقبال
عرض الفيلم لأول مرة عالميًا في مهرجان كان السينمائي 2017 في قسم المخرجين «فورت نايت» في 22 مايو 2017. حصلت شركة (A24) بعد فترة وجيزة، على حقوق التوزيع الأمريكية للفيلم، والذي بدأ إصدارًا محدودًا في الولايات المتحدة في 6 أكتوبر 2017. أصدرت شركة ليونز جيت الفيلم على منصة «بلو راي» وعلى أقراص (DVD).
منح موقع الطماطم الفاسدة الفيلم تقييماً مقداره 96% بناءاً على آراء 313 ناقد سينمائياً، وكتب إجماع نقاد الموقع: «يقدم الفيلم نظرة متعاطفة مع جزء من المجتمع ينقصة التمثيل ويثبت أنه يمتص حتى عندما يثير أسئلة واقعية حول أمريكا الحديثة».
منح موقع ميتاكريتيك الفيلم تقييماً مقداره 92% بناءاً على آراء 44 ناقد سينمائياً.
كتبت آن هورنادي من صحيفة واشنطن بوست أن «دافو يقدم أفضل أداء له في ذاكرتنا الحديثة، حيث يقدم. بصيص أمل ورعاية داخل عالم صغير». كتبت صحيفة شيكاغو سن تايمز «فيلم سيجعلك تندهش أحيانًا، وعلى الأرجح لن ترغب في مشاهدته مرتين، لكن مشاهدته مرة واحدة هي تجربة لن تنساها قريبًا»، ومع ذلك، انتقدت كيسي دي كوستا من «فيلم كومنت»: «يعرض بيكر موضوعاته المهمشة بشكل فاضح لأنه بينما يمكنه تخيل حقائقهم اليومية، لا يمكنه فهم حياتهم الداخلية تمامًا».

## الجوائز والترشيحات
فاز الفيلم بعدد 66 جائزة عالمية، ورشح لعدد 130 جائزة عالمية.

## روابط خارجية
- مقالات تستعمل روابط فنية بلا صلة مع ويكي بيانات